# Azoturo

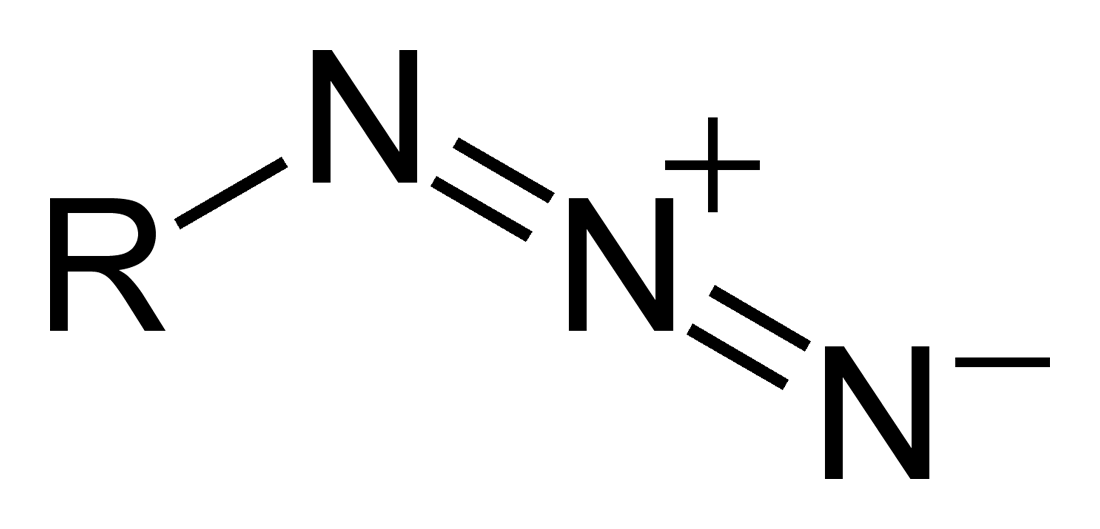
Struttura generale di un azoturo organico

I triazoturi, nome sistematico del nome comune "azoturi" (ambiguo) e impropriamente detti anche azidi (traduzione pedestre dall'inglese), sono composti salini binari formati dall'azoto con un metallo (M), di formula generale M(N3)n, oppure composti organici in cui il gruppo N3 è unito ad un alchile o arile, di formula R-N3. Il "triazoturo di idrogeno" (HN3) è il nome sistematico dell'acido azotidrico (nome comune).
N3− è un anione pressoché lineare isoelettronico con CO2 e N2O, con distanze di legame pari 116 pm.

## Sintesi
Si ottengono facendo gorgogliare protossido d'azoto in ammoniuri alcalini fusi:
{\displaystyle {\ce {2NaNH2 + N2O -> NaN3 + NaOH + NH3}}}

## Usi
Questo comportamento viene sfruttato nei detonatori militari (azoturo di piombo) e commerciali (capsule esplosive degli airbag), con il più comune azoturo di sodio; altri composti sono l'azoturo di mercurio o di argento.
L'azoturo di sodio (NaN3) è un composto bianco, assai velenoso, usato nei laboratori come preservante di fluidi biologici (plasma, siero, diluizioni anticorpali ed altri campioni biologici contenenti proteine), poiché è dotato di proprietà battericide. Trova infine uso, come già accennato, come carica propellente negli airbag.
Un secondo uso applicativo riguarda la sintesi chimica; gli azoturi sono impiegati per inserire in una molecola la specie N-. Recentemente è stato dimostrato che il composto azabicicloeptadiene (il cui anione per cessione dello N- si trasforma in antracene) è molto meno pericoloso e agisce nello stesso modo in condizioni assai più favorevoli.

## Sicurezza
L'anione azide è tossico per l'organismo umano, in quanto inibisce il complesso IV e di conseguenza la catena di trasporto degli elettroni nella fosforilazione ossidativa. Ha effetti simili a quelli dell'avvelenamento da cianuro (inibizione sintesi di ATP).
- Composti come l'azoturo di sodio vengono scomposti in monossido di azoto dai globuli rossi, avviando un processo di avvelenamento.
- A contatto con acidi, i sali azoturi si decompongono in acido azotidrico e idrogeno.
- La maggior parte (soprattutto gli azoturi di metalli pesanti) sono molto sensibili sia al calore che a sollecitazioni meccaniche, ed in queste condizioni si decompongono ad alta velocità generando una deflagrazione o un'esplosione, pertanto la loro sintesi o stoccaggio richiede delle speciali precauzioni.

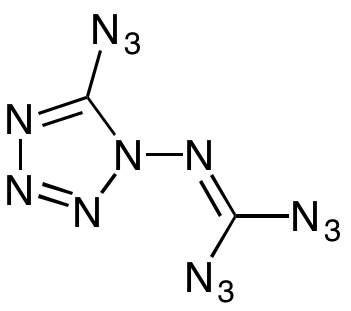
Formula del C_{2}N_{14}

- L'azoturo di sodio non deve mai essere usato in reazioni in cui si utilizza diclorometano come solvente in quanto i due composti reagiscono formando il diazidometano, estremamente esplosivo.
- Il 1-diazidocarbamoil-5-azidotetrazolo (C2N14) è uno dei composti più esplosivi e instabili conosciuti.

I ricercatori che lo hanno sintetizzato scrivono: La sensibilità di C2N14 è al di là delle nostre capacità di misura. Il più piccolo peso disponibile per test di urto e frizione ne provoca la decomposizione esplosiva... 
Durante la registrazione di spettri IR e Raman si sono verificate esplosioni per semplice esposizione a luce laser a bassa intensità.
L'azoturo di piombo, ad esempio, si decompone secondo la seguente reazione:
{\displaystyle {\ce {PbN6 -> Pb + 3N2}}}